# Ringgracht
De Ringgracht is een gracht in de Belgische stad Sint-Niklaas. Ze loopt ten westen en zuidwesten van het stadscentrum en is aangelegd om wateroverlast in de stad te vermijden.

## Geschiedenis
De Ringgracht werd aangelegd in 2005, als maatregel voor het voorkomen van overstromingen in het centrum van Sint-Niklaas, wat ervoor wel eens voorkwam. Verschillende beken en sloten zijn op de waterloop aangesloten, waardoor deze overtollig water kan wegvoeren.
In 2021 was de Ringgracht voor een groot stuk overwoekerd. Dit zet de afwateringscapaciteit onder druk.
In de toekomst krijgt een deel van de N70 een heraanleg. Hierbij wordt een gescheiden riolering aangelegd, met een buis voor afvalwater en een buis voor regenwater. De buis voor regenwater wordt aangesloten op de Ringgracht, die het verder brengt naar het nabijgelegen waterzuiveringsstation. Deze werken zorgen voor een verlichting van de ingekokerde Molenbeek, die hiervoor zowel afval- als regenwater afvoerde via het centrum van Sint-Niklaas.
In kader van de bouw van de nieuwe campus van AZ Nikolaas, is in het masterplan een nieuwe fietsverbinding voorzien langs de Ringgracht. Deze zal het ziekenhuis verbinden met de Heimolenstraat en Tereken.

## Loop
De Ringgracht loopt van de noordkant van het Puitvoetbos in westelijke richting. Ter hoogte van de Driegaaienstraat verdwijnt de waterloop onder de grond en kruist deze de N70. Daarna loopt de Ringgracht verder naar het noorden tot aan de grootste van de drie vijvers op het terrein van Scheerders-Van Kerchove. In 2004 heeft de stad deze vijver gekocht als bufferbekken. Bij hoge waterstanden daar kan het water voortvloeien onder spoorlijn 59 en de Watermolenwijk richting de Molenbeek.

## Galerij

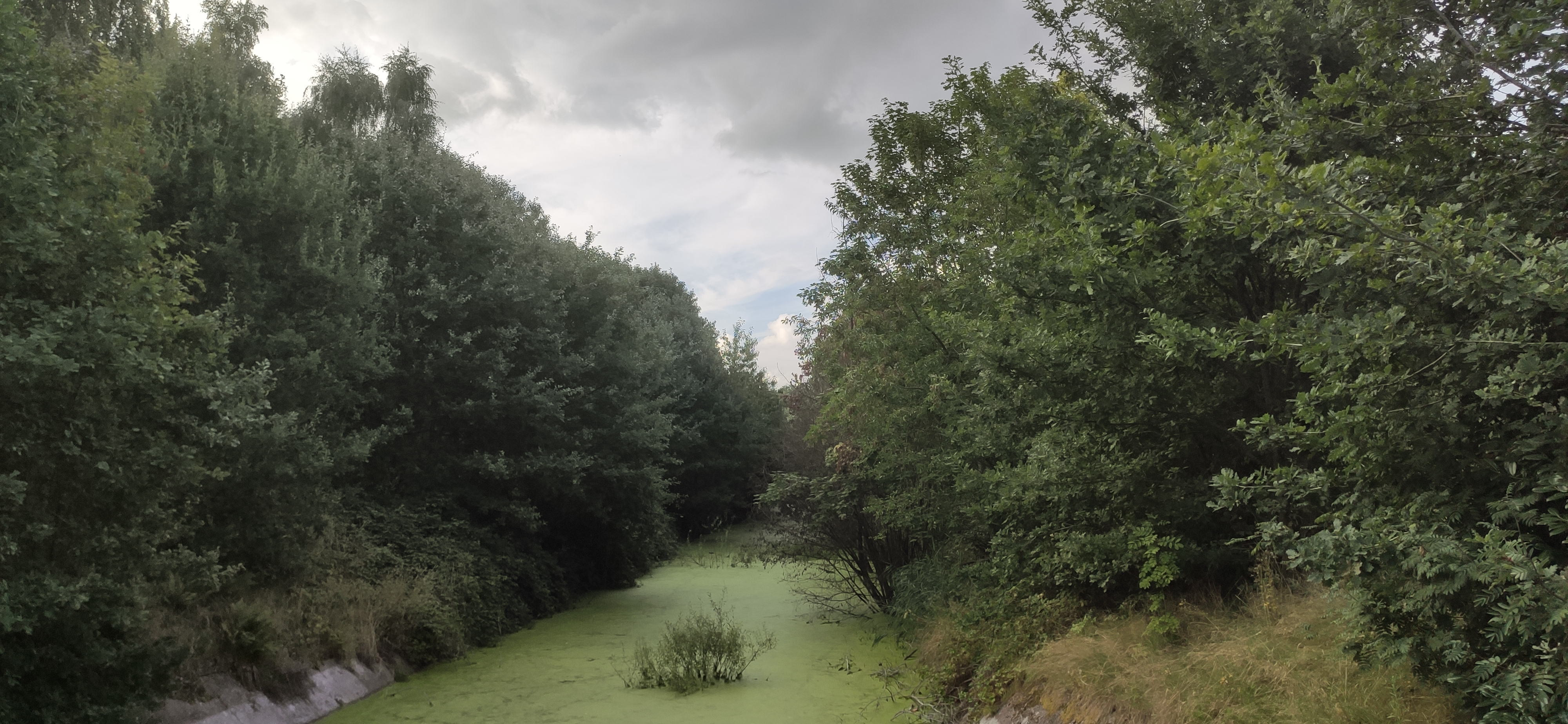
De Ringgracht ter hoogte van de Valk
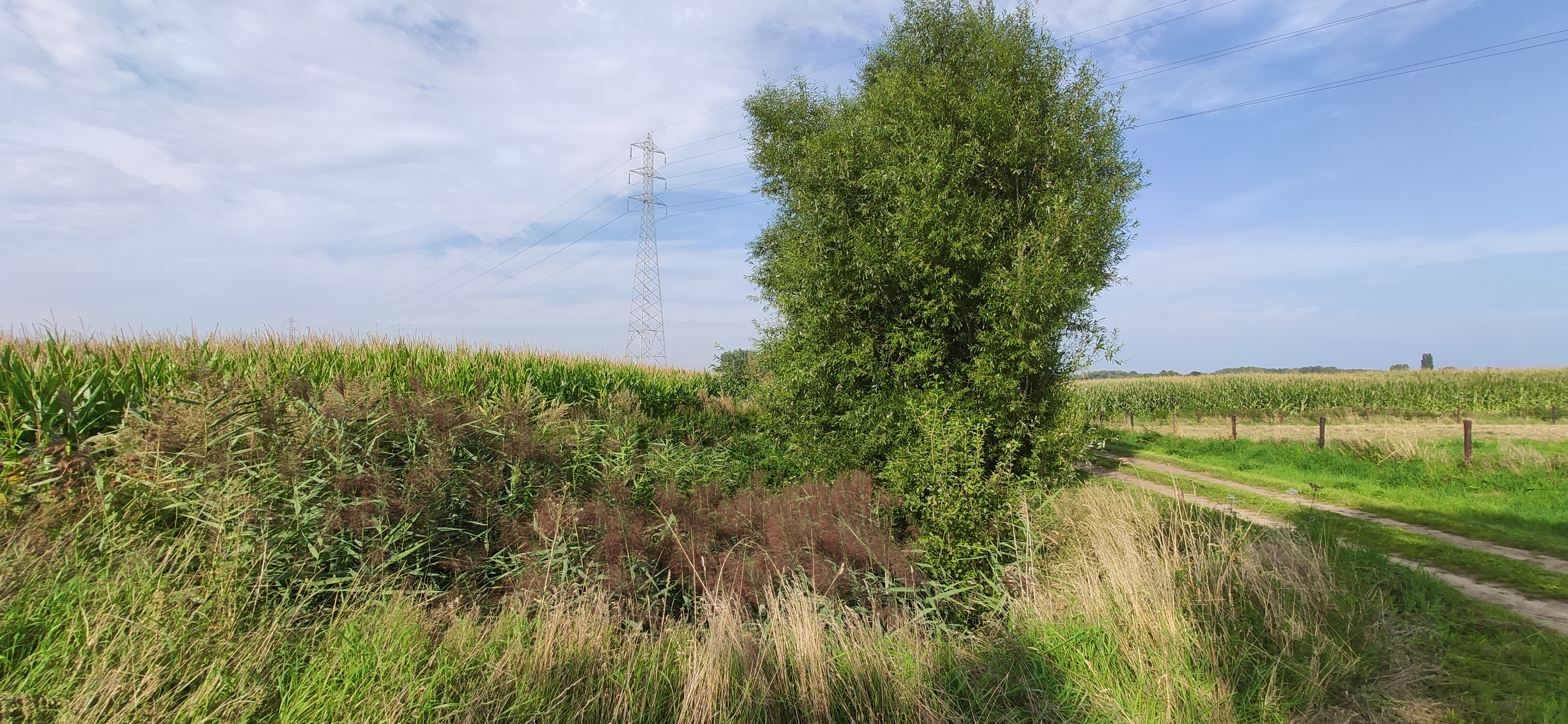
Overwoekerde Ringgracht aan de Dommeldreef
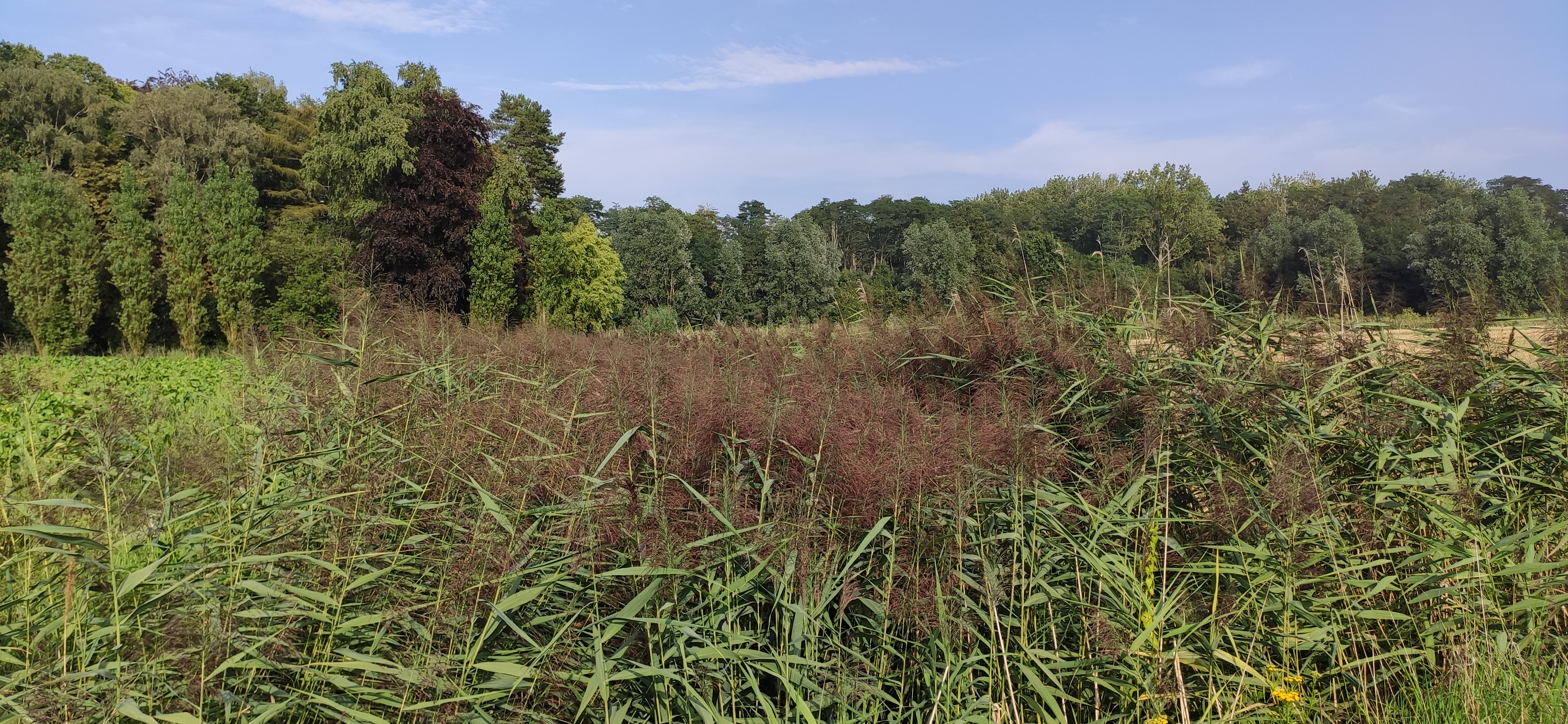
Overwoekerde Ringgracht aan het Puitvoetbos